# Nesticus silvanus
Nesticus silvanus là một loài nhện trong họ Nesticidae.
Loài này thuộc chi Nesticus. Nesticus silvanus được Willis J. Gertsch miêu tả năm 1984.